# Philipp Christoph Gallus
Philipp Christoph Gallus (* 19. September 1786 in Frankfurt am Main; † 30. August 1850 ebenda) war ein deutscher Richter und Politiker.

## Leben
Gallus war als Gymnasiast von 1804 bis 1806 Hilfslehrer an der Musterschule. Danach studierte Rechtswissenschaften an den Universitäten Würzburg und Heidelberg und schloss das Studium mit der Promotion zum Dr. jur. ab. 1806 wurde er Aktuar beim Stadtjustizamt. Er arbeitete 1812 als Advokat in Frankfurt. Er wurde 1832 Assessor cum voto in der Freien Stadt Frankfurt. Im Jahr 1839 wurde er zweiter, 1843 erster Stadtamtmann, also Richter im Stadtamt Frankfurt.
Von 1824 bis 1848 gehörte er der Gesetzgebenden Versammlung der Freien Stadt Frankfurt an.